# Draft d'expansion NBA 1980
La draft d'expansion NBA de 1980 est le septième projet d'expansion de la National Basketball Association (NBA), avant le début de la saison NBA 1980-1981. Elle s'est tenue le 28 mai 1980, pour permettre à la nouvelle franchise des Mavericks de Dallas de sélectionner 22 joueurs non protégés par les autres franchises.
Dans cette draft d’expansion, les nouvelles équipes de la NBA sont autorisées à acquérir des joueurs des équipes déjà établies dans la ligue. Tous les joueurs d’une équipe existante ne sont pas disponibles lors d’une draft d’expansion, puisque chaque équipe peut protéger un certain nombre de joueurs pour la sélection. Pour cette occasion, chacune des vingt-deux autres franchises de la NBA avait protégé huit joueurs de leur effectif. La sélection s'est poursuivie jusqu'à ce que les Mavericks aient sélectionnés vingt-deux joueurs non protégés, un joueur de chaque franchise.
Les Mavericks ont été formés et possédés par un groupe dirigé par Don Carter et Norm Sonju. L'entraîneur principal des Bullets de Washington et NBA Coach of the Year en 1971, Dick Motta, a été embauché comme premier entraîneur en chef de la franchise. Les Mavericks ont préféré sélectionner de jeunes joueurs lors de la draft d’expansion et ont évité de les joueurs expérimentés avec de gros contrats ou des problèmes de blessure. Dix-huit des vingt-deux joueurs choisis avaient moins de trois ans d’expérience en NBA. Les sélections des Mavericks comprennent l’ancien premier choix de draft Austin Carr, Jim Cleamons et le vétéran Bingo Smith. Cependant, Cleamons et Smith n’ont jamais joué pour les Mavericks et Carr n’a joué que brièvement avant d’être vendu aux Bullets. Onze joueurs de la draft ont rejoint les Mavericks pour leur saison inaugurale, mais seulement deux ont joué plus d’une saison pour l’équipe. Tom LaGarde a joué deux saisons et Jim Spanarkel a joué quatre saisons pour les Mavericks,.

## Sélections
| + | Signale un joueur qui a été sélectionné pour au moins un match annuel NBA All-Star Game |

| Joueur             | Poste             | Nationalité | Équipe précédente         | Années d'expérience en NBA | Saisons avec la franchise | Réf.   |
| ------------------ | ----------------- | ----------- | ------------------------- | -------------------------- | ------------------------- | ------ |
| Del Beshore        | Meneur Arrière    | États-Unis  | Chicago Bulls             | 2                          | —                         | [ 8 ]  |
| Winford Boynes     | Arrière Ailier    | États-Unis  | Nets du New Jersey        | 2                          | 1980-1981                 | [ 9 ]  |
| Alonzo Bradley     | Ailier            | États-Unis  | Rockets de Houston        | 3                          | —                         | [ 10 ] |
| Mike Bratz         | Meneur            | États-Unis  | Suns de Phoenix           | 3                          | —                         | [ 11 ] |
| Marty Byrnes       | Ailier            | États-Unis  | Lakers de Los Angeles     | 2                          | 1980-1981                 | [ 12 ] |
| Austin Carr+       | Arrière           | États-Unis  | Cavaliers de Cleveland    | 9                          | 1980                      | [ 5 ]  |
| Jim Cleamons       | Meneur Arrière    | États-Unis  | Bullets de Washington     | 9                          | —                         | [ 13 ] |
| Terry Duerod       | Arrière           | États-Unis  | Pistons de Détroit        | 1                          | 1980                      | [ 14 ] |
| Jack Givens        | Arrière Ailier    | États-Unis  | Hawks d'Atlanta           | 2                          | —                         | [ 15 ] |
| Joe Hassett        | Arrière           | États-Unis  | Pacers de l'Indiana       | 3                          | 1980                      | [ 16 ] |
| Geoff Huston       | Meneur            | États-Unis  | Knicks de New York        | 1                          | 1980-1981                 | [ 17 ] |
| Abdul Jeelani      | Ailier            | États-Unis  | Trail Blazers de Portland | 1                          | 1980-1981                 | [ 18 ] |
| Jeff Judkins       | Arrière Ailier    | États-Unis  | Celtics de Boston         | 2                          | —                         | [ 19 ] |
| Arvid Kramer       | Pivot             | États-Unis  | Nuggets de Denver         | 1                          | —                         | [ 20 ] |
| Tom LaGarde        | Ailier fort Pivot | États-Unis  | SuperSonics de Seattle    | 3                          | 1980-1982                 | [ 6 ]  |
| Billy McKinney     | Meneur            | États-Unis  | Kings de Kansas City      | 2                          | —                         | [ 21 ] |
| Wiley Peck         | Arrière           | États-Unis  | Spurs de San Antonio      | 1                          | —                         | [ 22 ] |
| Bingo Smith        | Arrière Ailier    | États-Unis  | Clippers de San Diego     | 11                         | —                         | [ 23 ] |
| Jim Spanarkel      | Arrière Ailier    | États-Unis  | 76ers de Philadelphie     | 1                          | 1980-1984                 | [ 7 ]  |
| Raymond Townsend   | Meneur            | États-Unis  | Warriors de Golden State  | 2                          | —                         | [ 24 ] |
| Richard Washington | Ailier fort Pivot | États-Unis  | Bucks de Milwaukee        | 4                          | 1980                      | [ 25 ] |
| Jerome Whitehead   | Ailier fort Pivot | États-Unis  | Jazz de l'Utah            | 2                          | 1980-1981                 | [ 26 ] |